# Marianna von Allesch
Marianna von Allesch, auch Marianne  von Allesch, geborene Maria Anna Steudel (* 3. Dezember 1886 in Ingolstadt; † 1. Juli 1972 in Elmsford, New York) war eine deutsch-amerikanische Kunstgewerblerin, Glaskünstlerin und vielseitige Designerin. 1928 emigrierte sie in die USA.

## Leben
Teile ihrer Ausbildung in den Bereichen Malerei, Kunstgewerbe und Textildesign absolvierte Maria Anna Steudel bei Bruno Paul und Adelbert Niemeyer sowie an der Königlichen Akademie der Künste (inzwischen aufgegangen in der Universität der Künste in Berlin). Besonders fasziniert war sie von der Kunst der Glasbläserei, die sie in traditionellen Weihnachtsschmuckwerkstätten in Thüringen von Grund auf erlernte.
Maria Anna Steudel heiratete den Psychologen Gustav Johannes von Allesch, Edler von Allfest. In den Jahren 1922 und 1923 betrieb sie am Kurfürstendamm in Berlin im Haus Nr. 244 einen Kunstgewerbeladen namens Blaues Haus, wo sie Stickereien, Webstoffe und Glaskunstobjekte verkaufte.
1927 beteiligte sie sich mit einigen Werken an der Internationalen Kunstgewerbeschau in Monza.
Nach ihrer Scheidung von Gustav Johannes von Allesch emigrierte die Künstlerin im Jahr 1928 in die USA und nahm 1935 die amerikanische Staatsbürgerschaft an. Ihren durch die Heirat erworbenen Adelstitel Edle von Allfest musste sie bei der Einbürgerung ablegen. In ihrer neuen Heimat wurde sie unter ihrem beibehaltenen Ehenamen als Marianna von Allesch eine erfolgreiche Designerin.
Marianna von Allesch lebte überwiegend in New York, wo sie anfangs ein Atelier in der East 68th Street betrieb. Nach ihren Entwürfen und unter ihrer Anleitung stellten junge deutschstämmige Glasbläser in den USA ihre filigranen Glaskunstwerke her, die zu hohen Preisen verkauft wurden.
Bekannt wurde sie auch durch ihre außergewöhnlichen Lampen, Skulpturen und Alltagsgegenstände (z. B. Schalen, Aschenbecher) aus Glas und Keramik sowie durch ihre großflächigen Keramikwandreliefs (ceramic murals), die sie als Auftragsarbeiten erstellte. Auch das Textildesign gab sie nie ganz auf und entwarf nach wie vor Möbelbezugstoffe und Wandbehänge.
Für die Kensington Crystal Co. arbeitete sie als Glasdesignerin und entwarf als Innenarchitektin für die Firma Pulaski Veneer Co. in Virginia die erfolgreiche Möbellinie Pulaski Modern Furniture. Zeitweise lehrte Marianna von Allesch als Dozentin am Minneapolis Institute of Arts in Minneapolis.
Im Jahr 1956 erhielt Marianna von Allesch den Auftrag für die Lampen in der Lobby und in den über 400 Zimmern des neu errichteten Hotels Americana in Bal Harbour (Miami), das der Architekt Morris Lapidus entworfen hatte; das Hotel wurde 1980 in Sheraton Bal Harbour Miami umbenannt und 2007 zugunsten von Neubauten gesprengt.
Die Werke von Marianna von Allesch wurden in Ausstellungen und Museen in Europa und den USA gezeigt. Auch das Princeton University Art Museum in Princeton und das Metropolitan Museum of Art in New York erwarben einige ihrer Werke für ihre Sammlungen.
Marianna von Allesch starb 1972 in Elmsford, Westchester County, im Bundesstaat New York.